# St. Theresia (Palenberg)

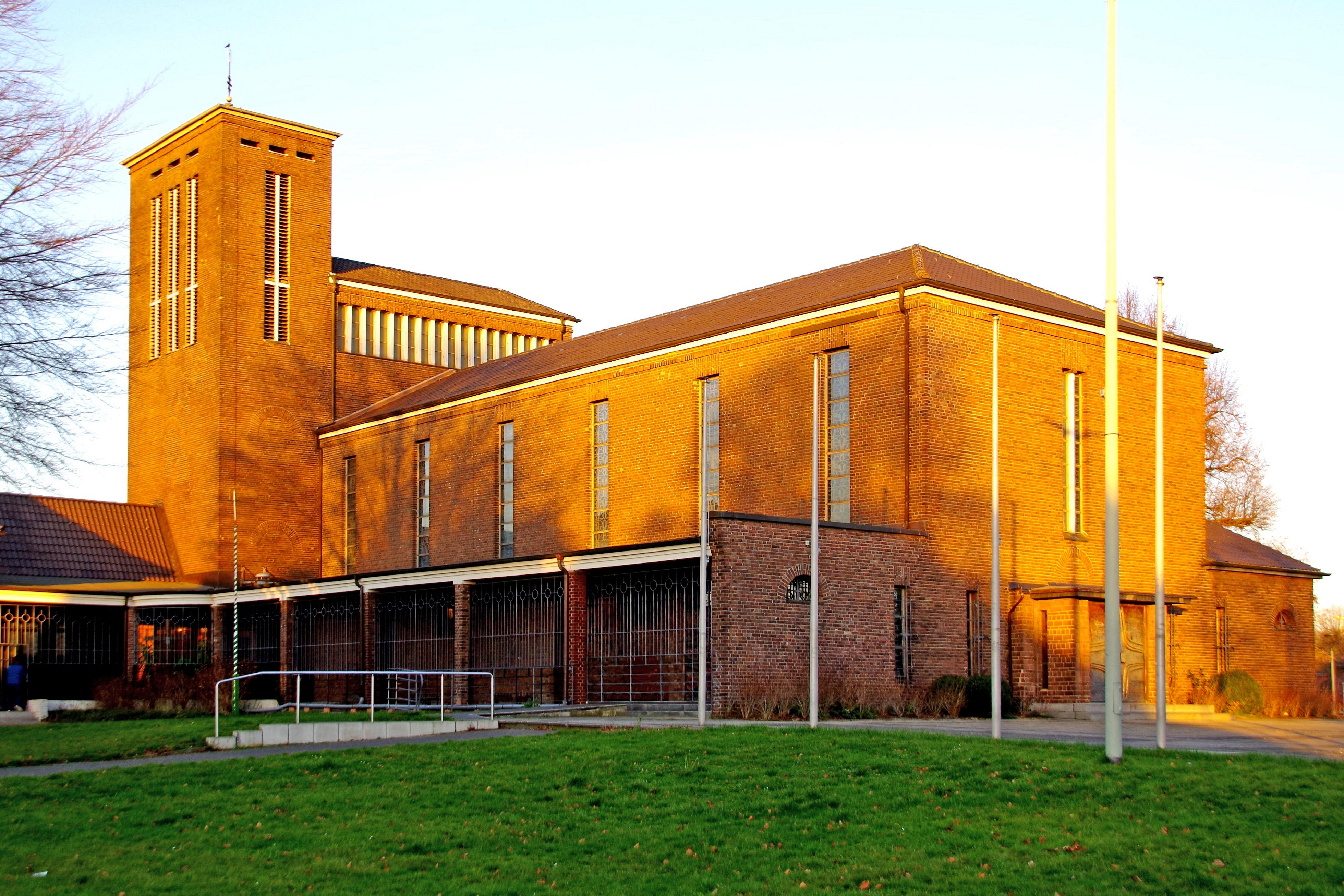
St. Theresia in Palenberg

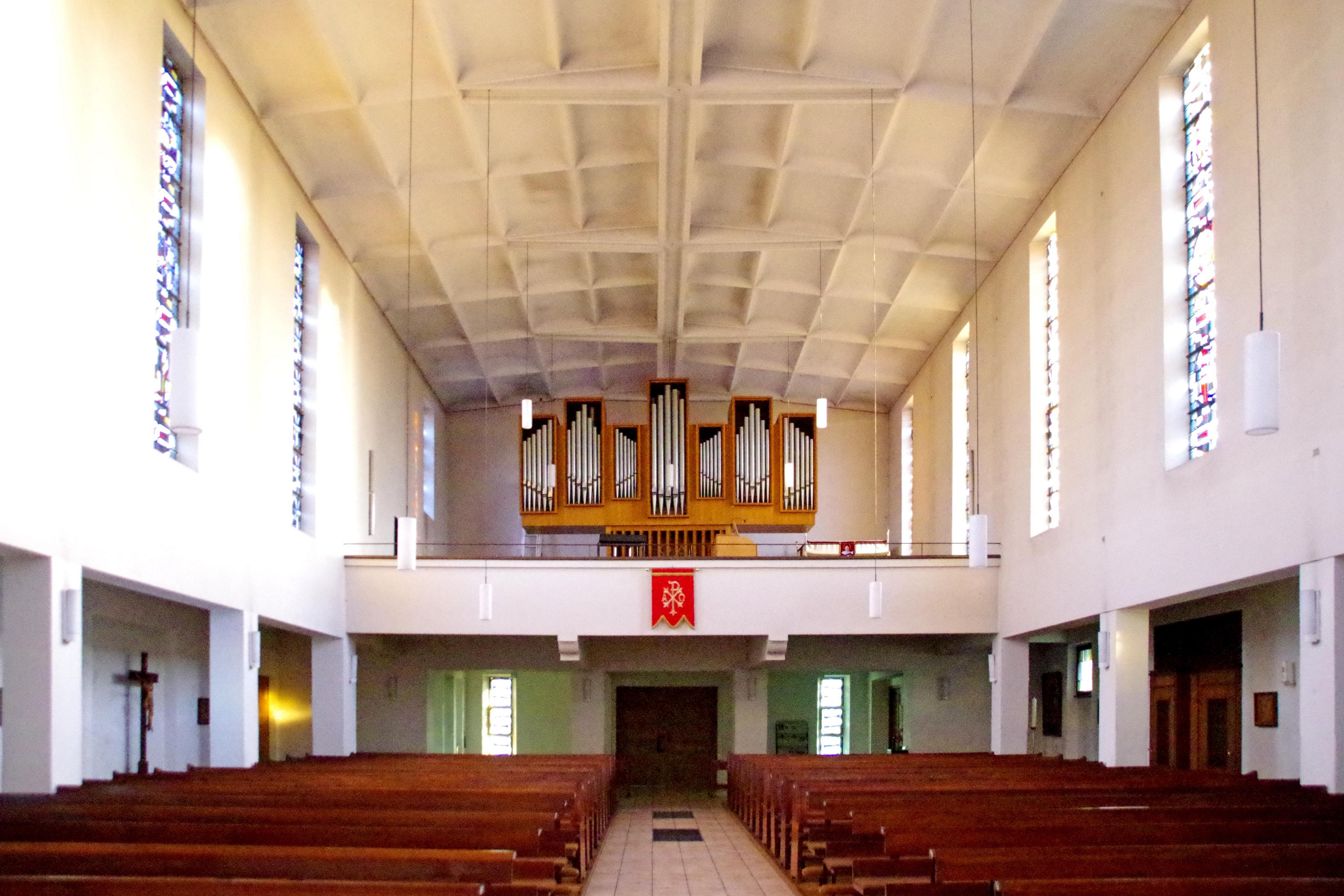
Innenraum mit Orgel

St. Theresia ist eine römisch-katholische Filialkirche in Palenberg, einem Stadtteil von Übach-Palenberg im Kreis Heinsberg in Nordrhein-Westfalen.
Die Kirche wurde 1930 nach Plänen von Ernst Horst und Andreas Robert Sträßle erbaut, steht unter dem Patronat der hl. Therese von Lisieux und ist unter Nummer 6 in die Liste der Baudenkmäler in Übach-Palenberg eingetragen.

## Geschichte
Palenberg gehörte ursprünglich zur Pfarre Frelenberg, besaß aber mit der heute noch erhaltenen Petruskapelle bereits mindestens seit dem 9./10. Jahrhundert ein eigenes Gotteshaus. Mit Gründung der Grube Carolus-Magnus 1911 wuchs die Bevölkerung Palenbergs deutlich an. Bereits ab 1912 begann die Gewerkschaft Carolus Magnus mit dem Bau der Werkssiedlung, der 1953 beendet war. Die Bevölkerung wuchs schnell an, so dass Palenberg 1923 seinen ersten eigenen Seelsorger erhielt. Die alte Petruskapelle wurde schnell zu klein für die Gläubigen. Zunächst war noch vorgesehen die Kapelle zu erweitern, diese Pläne wurden aber durch die Inflation nach dem Ersten Weltkrieg verworfen. Durch die weitere Ausdehnung der Werkssiedlung wurde schließlich ein zentrales Grundstück für eine neue Kirche vorgesehen. Ende der 1920er Jahre wurden die beiden Architekten Ernst Horst und Andreas Robert Sträßle (Horst & Sträßle) aus Münster mit der Planung einer neuen Kirche beauftragt. 1930 wurde die heutige Kirche erbaut und am 30. September 1934 geweiht. Die Schäden des Zweiten Weltkriegs konnten bereits bis 1947 behoben werden.
Die endgültige Abtrennung von der Pfarre Frelenberg erfolgte mit der Pfarrerhebung am 1. Januar 1952. Zum 1. Januar 2010 wurde die Pfarre aufgelöst und mit den übrigen Pfarreien in Übach-Palenberg zur neuen Pfarre St. Petrus fusioniert. St. Theresia ist seitdem eine Filialkirche dieser neuen Pfarrgemeinde.

## Baubeschreibung
St. Theresia ist eine dreischiffige, flachgedeckte Basilika in Formen der Moderne mit einem rechteckigen Chor und daran seitlich angebauten Turm.

## Ausstattung
Im Innenraum befindet sich eine moderne Ausstattung. Die Fenster sind Werke des Lövenicher Künstlers Will Völker, die Orgel schuf die Orgelbaufirma Heinz Wilbrand aus dem benachbarten Marienberg im Jahr 1976. Die 14 Kreuzwegstationen schuf der Bildhauer Leo Dierkes aus Kevelaer. Die beiden ältesten Ausstattungsstücke, die aus der Petruskapelle übernommen worden sind, sind die beiden Figuren des hl. Petrus und der Palenberger Madonna aus dem 15. Jahrhundert.

## Glocken
Im Turm von St. Theresia hängen 4 Glocken. Die beiden kleineren Glocken sind Leihglocken aus Schlesien. Die Glocke von 1617 stammt aus Naumburg (poln. Nowogrodziec), die Glocke von 1709 aus Rückers (poln. Szczytna).
| Nr. | Name | Durchmesser (mm) | Masse (kg, ca.) | Schlagton (HT-1/16) | Gießer                                          | Gussjahr |
| 1   | -    | 1350             | 940             | e′ -4               | Bochumer Verein für Gußstahlfabrikation, Bochum | 1954     |
| 2   | -    | 1180             | 620             | fis′ -4             | Bochumer Verein für Gußstahlfabrikation         | 1954     |
| 3   | -    | 968              | 530             | gis′ -1             | Unbekannt                                       | 1617     |
| 4   | -    | 752              | 260             | h′ +2               | Unbekannt                                       | 1617     |